# Soldat Loboureur (pera)
Soldat Laboureur (en España conocida como Soldado Laborioso) es una variedad cultivar de pera europea Pyrus communis. Esta pera está cultivada en la colección de la Estación Experimental Aula Dei (Zaragoza). Esta pera variedad muy antigua, es originaria de Bélgica, tuvo su mejor época de cultivo comercial antes de la década de 1960, y actualmente en menor medida aún se encuentra.  Las frutas tienen una pulpa de color blanca, muy dulce y jugosa, semiblanda, picante.

## Sinonimia
- "Beurré de Blumenbach de Soldat",[6]
- "Soldado Labrador",
- "Soldado Laborioso" en España,
- "Soldier Plowman".

## Historia
La variedad de pera 'Soldat Laboureur' es una antigua variedad creada en 1820, en Bélgica.
Consta una descripción del fruto: Leroy, 1867 : 668; Hedrick, 1921 : 548; Soc. Pom. France, 1947 : 353; Seitzer, 1957 : 46, y E. E. Aula Dei.
En España 'Soldado Laborioso' está considerada incluida en las variedades locales autóctonas muy antiguas, cuyo cultivo se centraba en comarcas muy definidas. Se caracterizaban por su buena adaptación a sus ecosistemas y podrían tener interés genético en virtud de su adaptación. Se encontraban diseminadas por todas las regiones fruteras españolas, aunque eran especialmente frecuentes en la España húmeda. Estas se podían clasificar en dos subgrupos: de mesa y de cocina (aunque algunas tenían aptitud mixta).
'Soldado Laborioso' es una variedad clasificada como de mesa, difundido su cultivo en el pasado por los viveros comerciales y cuyo cultivo en la actualidad se ha reducido a huertos familiares y jardines privados.
La pera 'Soldado Laborioso' está cultivada en diversos bancos de germoplasma de cultivos vivos tales como en la Estación Experimental Aula Dei de Zaragoza, con el nombre de accesión de Soldado Laborioso.

## Características
El peral de la variedad 'Soldado Laborioso' tiene un buen vigor, y productivo todos los años; floración a finales de abril; tubo del cáliz grande, en forma de embudo con conducto ancho bastante profundo.
La variedad de pera 'Soldado Laborioso' tiene un fruto de tamaño medio a grande; forma piriforme o turbinada, cuello variable, simétrica o asimétrica, con el contorno irregularmente redondeado; piel fina, brillante y satinada de no estar cubierta de ruginoso-"russeting"; con color de fondo amarillo pálido con leve chapa dorado bronceada, presenta un punteado muy marcado ruginoso-"russeting", con zonas ruginosas constantes en la base del pedúnculo y cavidad del ojo y en manchitas más o menos espesas por el resto del fruto, "russeting" (pardeamiento áspero superficial que presentan algunas variedades) medio; pedúnculo de longitud medio o largo, fuerte, leñoso, engrosado en su extremo superior, recto o ligeramente curvo, implantado derecho u oblicuo, generalmente a flor de piel; cavidad del pedúnculo nula o estrecha y casi superficial, a veces un simple repliegue en la base del pedúnculo; anchura de la cavidad calicina variable, amplia y de mediana profundidad o estrecha y casi superficial, con el borde ondulado; ojo variable, tamaño grande o medio, abierto o semicerrado; sépalos muy largos, en parte erectos o convergentes cubriendo en parte el ojo.
Carne de color blanco; textura fundente, muy acuosa; sabor dulce, muy perfumado, muy bueno; corazón de tamaño muy grande, mal delimitado. Eje abierto, de forma irregular, por lo general se estrecha en la parte superior, entre las celdillas. Celdillas grandes, amplias, deprimidas lateralmente, situadas muy altas. Semillas muy alargadas, mal configuradas e irregulares, en general abortadas o sin terminar de desarrollarse.
La pera 'Soldado Laborioso' madura de octubre a noviembre. A partir de noviembre en el árbol frutal ordinario; hasta finales de diciembre en cámara frigorífica a + 4 °C. Se usa como pera de mesa fresca, y en cocina.

## Uso
Se recolectan en septiembre pero no se consumirán hasta más tarde, en octubre, noviembre e incluso diciembre. 
Las frutas con todo su frescor, se pueden comer crudas o cocidas en deliciosos postres: mermeladas, en clafoutis, en almíbar, pero también en sorprendentes dúos dulce-salados como en una tarta con Roquefort y nueces. 
En la cocina, la pera va tan bien con el chocolate o las especias como con todos los quesos. Esta variedad es especialmente adecuada para las peras escalfadas.

## Susceptibilidades
Fruta amateur de cultivo en huertos y jardines particulares. Se adapta muy bien a cultivo en espaldera.
El árbol crece bien, es muy resistente a enfermedades, robusto. Se adapta a todos los climas.

## Polinización
La variedad de 'Soldat Loboureur' es autofértil y puede polinizar otras variedades próximas, ella así mismo puede ser polinizada óptimamente por las variedades 'Bonne Louise d'Avranches', y Williams' Bon Chretien'.